# Банассак
Банасса́к (фр. Banassac) — колишній муніципалітет у Франції, у регіоні Окситанія, департамент Лозер. Населення — 872 осіб (2011).
Муніципалітет був розташований на відстані близько 500 км на південь від Парижа, 110 км на північний захід від Монпельє, 26 км на захід від Манда.

## Історія
До 2015 року муніципалітет перебував у складі регіону Лангедок-Русійон. Від 1 січня 2016 року належав до нового об'єднаного регіону Окситанія.
1 січня 2016 року Банассак і Каніяк було об'єднано в новий муніципалітет Банассак-Каніяк.

## Демографія
Динаміка населення (Cassini ):
Розподіл населення за віком та статтю (2006):
| Стать | Всього | До 15 років | 15-24 | 25-44 | 45-64 | 65-85 | Понад 85 |
| --- | ------ | ----------- | ----- | ----- | ----- | ----- | -------- |
| Чоловіки | 388    | 48          | 36    | 136   | 88    | 80    | 0        |
| Жінки | 468    | 112         | 32    | 140   | 80    | 88    | 16       |
| \| Статево-вікова піраміда \| Статево-вікова піраміда \| Статево-вікова піраміда \| \| ----------------------- \| ----------------------- \| ----------------------- \| \| Чоловіки \| Вік \| Жінки \| \| 0 \| 85 + \| 16 \| \| 28 \| 80-84 \| 20 \| \| 20 \| 75-79 \| 28 \| \| 16 \| 70-74 \| 16 \| \| 16 \| 65-69 \| 24 \| \| 0 \| 60-64 \| 4 \| \| 40 \| 55-59 \| 32 \| \| 28 \| 50-54 \| 28 \| \| 20 \| 45-49 \| 16 \| \| 36 \| 40-44 \| 28 \| \| 40 \| 35-39 \| 48 \| \| 48 \| 30-34 \| 36 \| \| 12 \| 25-29 \| 28 \| \| 28 \| 20-24 \| 24 \| \| 8 \| 15-20 \| 8 \| \| 12 \| 10-14 \| 32 \| \| 12 \| 5-9 \| 56 \| \| 24 \| 0-4 \| 24 \| |        |             |       |       |       |       |          |
| Статево-вікова піраміда |        |             |       |       |       |       |          |
| Чоловіки | Вік    | Жінки       |       |       |       |       |          |
| 0 | 85 +   | 16          |       |       |       |       |          |
| 28 | 80-84  | 20          |       |       |       |       |          |
| 20 | 75-79  | 28          |       |       |       |       |          |
| 16 | 70-74  | 16          |       |       |       |       |          |
| 16 | 65-69  | 24          |       |       |       |       |          |
| 0 | 60-64  | 4           |       |       |       |       |          |
| 40 | 55-59  | 32          |       |       |       |       |          |
| 28 | 50-54  | 28          |       |       |       |       |          |
| 20 | 45-49  | 16          |       |       |       |       |          |
| 36 | 40-44  | 28          |       |       |       |       |          |
| 40 | 35-39  | 48          |       |       |       |       |          |
| 48 | 30-34  | 36          |       |       |       |       |          |
| 12 | 25-29  | 28          |       |       |       |       |          |
| 28 | 20-24  | 24          |       |       |       |       |          |
| 8 | 15-20  | 8           |       |       |       |       |          |
| 12 | 10-14  | 32          |       |       |       |       |          |
| 12 | 5-9    | 56          |       |       |       |       |          |
| 24 | 0-4    | 24          |       |       |       |       |          |

## Економіка
2010 року серед 528 осіб працездатного віку (15—64 років) 410 були активними, 118 — неактивними (показник активності 77,7%, у 1999 році було 75,6%). З 410 активних мешканців працювало 378 осіб (185 чоловіків та 193 жінки), безробітними було 32 (20 чоловіків та 12 жінок). Серед 118 неактивних 32 особи були учнями чи студентами, 59 — пенсіонерами, 27 були неактивними з інших причин.

У 2010 році в муніципалітеті числилось 410 оподаткованих домогосподарств, у яких проживали 904,5 особи, медіана доходів виносила 17 608 євро на одного особоспоживача